# Sarbanissa dissimilis
Sarbanissa dissimilis är en fjärilsart som beskrevs av Swinhoe 1890. Sarbanissa dissimilis ingår i släktet Sarbanissa och familjen nattflyn. Inga underarter finns listade.